# Normalna porazdelitev
Normalna porazdelitev (tudi Gaussova porazdelitev) je verjetnostna porazdelitev vrednosti statističnih enot v statistični populaciji, ki je v grafični predstavitvi oblikovana v obliki zvona oziroma normalne krivulje. Vanjo sodi družina porazdelitev, ki imajo različne parametre (npr. aritmetično sredino in standardni odklon), a oblikujejo enake grafe porazdelitve. Standardna normalna porazdelitev je porazdelitev vrednosti s povprečjem (aritmetično sredino) 0 in standardnim odklonom 1.
Normalna porazdelitev je izrednega pomena za kvantitativne metode različnih znanosti, saj ji sledi množica pojavov; po normalni krivulji se tako porazdeljuje človekova višina in masa, stopnja IQ idr. Predpostavljanje normalne porazdelitve je bistveno za množico statističnih izračunov, saj velja, da se vzorec, ki je izvzet iz celotne populacije, porazdeljuje približno po normalni krivulji tudi, če vrednosti vseh enot matične populacije niso porazdeljene normalno.

## Zgodovina
O normalni porazdelitvi je prvi razpravljal francoski matematik de Moivre leta 1733, teorijo pa je dalje razvil Laplace leta 1812. Danes se po dveh znanstvenikih imenuje de Moivre-Laplaceov izrek.
De Laplace je teorijo normalne porazdelitve uporabljal za preučevanje napak v poskusih. Za nadaljnji razvoj je bila pomembna metoda najmanjših kvadratov, ki jo je uvedel Legendre leta 1805. Gauss pa si je nauk o normalni porazdelitvi lastil že od leta 1794 in ga utemeljil leta 1809 z razpravo o normalni porazdelitvi napak.

## Lastnosti

### Funkcija gostote verjetnosti
Funkcija gostote verjetnosti za normalno porazdelitev je 
{\displaystyle {\displaystyle f(x)={\frac {1}{\sigma {\sqrt {2\pi }}}}e^{-{\frac {1}{2}}\left({\frac {x-\mu }{\sigma }}\right)^{2}}}}

### Zbirna funkcija verjetnosti
Zbirna funkcija verjetnosti je enaka 
{\displaystyle {\frac {1}{2}}{\Big [}1+\operatorname {erf} {\Big (}{\frac {x-\mu }{\sigma {\sqrt {2}}}}{\Big )}{\Big ]}}
kjer je 
- {\displaystyle \operatorname {erf} (x)\!} funkcija napake.

### Pričakovana vrednost
Pričakovana vrednost je enaka 
{\displaystyle \mu \!}.

### Varianca
Varianca je enaka 
{\displaystyle \sigma ^{2}\!}.

### Sploščenost
Sploščenost je 
{\displaystyle 0\!}.

### Koeficient simetrije
Koeficient simetrije je enak
{\displaystyle 0\!}.

### Funkcija generiranja momentov
Funkcija generiranja momentov je 
{\displaystyle \exp \!{\Big (}\mu t+{\tfrac {1}{2}}\sigma ^{2}t^{2}{\Big )}}

### Karakteristična funkcija
Karakteristična funkcija je
{\displaystyle \exp \!{\Big (}i\mu t-{\tfrac {1}{2}}\sigma ^{2}t^{2}{\Big )}}.

## Kumulante
| Red momenta | Moment | Centralni moment                            | Kumulanta                                |
| ----------- | --- | ------------------------------------------- | ---------------------------------------- |
| 1           | {\displaystyle \scriptstyle \mu }                                                                                        | 0                                           | {\displaystyle \scriptstyle \mu }        |
| 2           | {\displaystyle \scriptstyle \mu ^{2}+\sigma ^{2}}                                                                        | {\displaystyle \scriptstyle \sigma ^{2}}    | {\displaystyle \scriptstyle \sigma ^{2}} |
| 3           | {\displaystyle \scriptstyle \mu ^{3}+3\mu \sigma ^{2}}                                                                   | 0                                           | 0                                        |
| 4           | {\displaystyle \scriptstyle \mu ^{4}+6\mu ^{2}\sigma ^{2}+3\sigma ^{4}}                                                  | {\displaystyle \scriptstyle 3\sigma ^{4}}   | 0                                        |
| 5           | {\displaystyle \scriptstyle \mu ^{5}+10\mu ^{3}\sigma ^{2}+15\mu \sigma ^{4}}                                            | 0                                           | 0                                        |
| 6           | {\displaystyle \scriptstyle \mu ^{6}+15\mu ^{4}\sigma ^{2}+45\mu ^{2}\sigma ^{4}+15\sigma ^{6}}                          | {\displaystyle \scriptstyle 15\sigma ^{6}}  | 0                                        |
| 7           | {\displaystyle \scriptstyle \mu ^{7}+21\mu ^{5}\sigma ^{2}+105\mu ^{3}\sigma ^{4}+105\mu \sigma ^{6}}                    | 0                                           | 0                                        |
| 8           | {\displaystyle \scriptstyle \mu ^{8}+28\mu ^{6}\sigma ^{2}+210\mu ^{4}\sigma ^{4}+420\mu ^{2}\sigma ^{6}+105\sigma ^{8}} | {\displaystyle \scriptstyle 105\sigma ^{8}} | 0                                        |